# Youssef Chahine
Youssef Chahine (Alexandria, 1926. január 25. – Kairó, 2008. július 27.) egyiptomi színész, forgatókönyvíró, filmrendező. Széfeddin Sefket bej, romániai magyar író, filmforgatókönyvíró, egyiptomi filmrendező közeli munkatársa.

## Életrajza

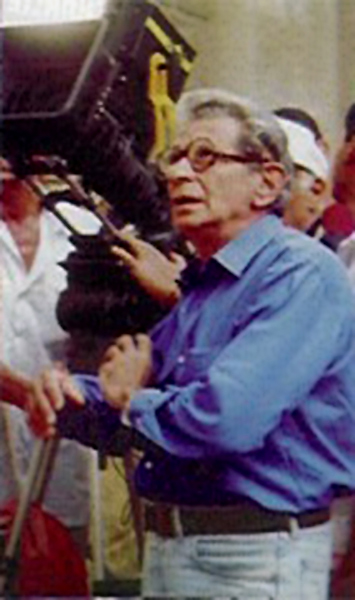
Youssef Chahine 1982-ben

Alexandriai keresztény családban született. Tanulmányait a Saint Márk kollégiumban kezdte, majd a Viktória kollégiumban folytatta. Huszonegy éves volt, amikor az Amerikai Egyesült Államokba, Los Angeles-be utazott, hogy elkezdje filmművészeti tanulmányait. Három évet töltött az Egyesült Államokban, majd visszatért Egyiptomba. 1951-ben vett részt először a cannes-i fesztiválon. Omar Sharif és Dalida felfedezője, az egyiptomi filmrendezői iskola egyik alapítója. Negyvennégy filmet és dokumentumfilmet rendezett, tizenhét filmforgatókönyvet írt. Négy filmben filmszínészként is bemutatkozott. 1997-ben a Cannes-i filmfesztiválon életműdíjat kapott. A cenzúrával gyakran összeütközésbe került. Agyvérzésben halt meg 2008. július 27-én Kairóban.

## Filmográfia
- 1950 : Papa Amin (بابا أمين, Baba Amin)
- 1951 : Le Fils du Nil (إبن النيل, Ibn al-Nil)
- 1954 : Ciel d'enfer (صراع فى الوادى, Sira` fi al-Wadi)
- 1956 : Les Eaux noires (صراع فى الميناء, Sira` fi el-Minaa)
- 1957 : C'est toi mon amour (انت حبيبي, Inta habibi)
- 1958 : Gare centrale (باب الحديد, Bab al-Hadid)
- 1958 : Djamila l'Algérienne
- 1963 : Saladin (الناصر صلاح الدين, Al Nasser Salah Ad-Din)
- 1964 : L'Aube d'un jour nouveau (فجر يوم جدي, Fagr Yom gedid)
- 1965 : Le Vendeur des bagues (بياع الخوات, Biya el-Khawatim)
- 1969 : La Terre (الأرض, Al-Ard) adapté d'un roman d'Abd al-Rahman al-Charqawi
- 1970 : Le Choix (الإختيار, Al-Ikhtiyar)
- 1972 : Le Moineau (العصفور , El asfour)
- 1976 : Le Retour de l'enfant prodigue (عودة الإبن الضال, Awdet el ebn el dal)
- 1978 : Alexandrie pourquoi (إسكندرية .. ليه؟ , Iskandariyah.. lih?)
- 1985 : Adieu Bonaparte (وداعا بونابرت , Wadaan Bonabart)
- 1986 : Le Sixième Jour (اليوم السادس, al-Yawm al-Sadis)
- 1990 : Alexandrie encore et toujours (إسكندرية كمان وكمان, Iskandariyah Kaman wa Kaman)
- 1991 : Le Caire, raconté par Youssef Chahine (القاهرة منورة بأهلها, Al Qahera menawara be ahlaha)
- 1994 : L'Émigré (المهاجر , Al-Mohagir)
- 1997 : Le Destin (المصير, Al-Massir)
- 1999 : L'Autre (الآخر, Al-Akhar)
- 2001 : Silence... on tourne (سكوت .. حنصور, Sokoot..Hansawwar)
- 2002 : Un court-métrage dans 11'09"01 - September 11 (film collectif)
- 2004 : Alexandrie-New York (إسكندرية .. نيويورك, Iskandariyah.. New York)
- 2007 : Le Chaos (إ هي فوض, Ihya fawda) (co-réalisé par Khaled Youssef)
- 2007 : 47 ans après, court métrage faisant partie de Chacun son cinéma

## Külső hivatkozások
- Youssef Chahine az Internet Movie Database oldalon (angolul)
- Bio-filmographie sur le site Sima consacré au cinéma égyptien
- Web de Youssef Chahine
- Vidéo: Youssef Chahine[halott link]

1. ↑  Journal officiel de la République française (francia nyelven)
2. ↑  https://www.univ-paris8.fr/Docteurs-honoris-causa. (Hozzáférés: 2024. június 24.)